# Авл Цецина Тацит
Авл Цеци́на Таци́т (лат. Aulus Caecina Tacitus; III століття) — політичний і державний діяч Римської імперії, ймовірно консул 273 року.

## Життєпис
Походив з начебто патриціанського роду Цецина з римської провінції Цезарейська Мавретанія зі столицею Цезарея Мавретанська. Про молоді роки, батьків Авла Цецини відомостей не збереглося.
У різних джерелах згадують його як кандидата на посаду квестора, претора. Відомо, що він був президом (управителем) провінції Бетіка. Ймовірно його було обрано консулом 273 року, а не імператора Марка Клавдія Тацита. Надалі його також іменують членом колегії септемвірів (лат. septemviri epulones), як представник патриціанського роду він зі статусом  candidatum imperatorium ймовірно проминув необхідні згідно з Cursus honorum посаду еділа і трибунат. Також його згадують у списках тих восьми сенаторів, які внесли на зведення однієї будівлі 600 тисяч сестерціїв, що беззаперечно свідчить про його багатство.
Про подальшу долю Авла Цецини Тацита невідомо нічого.